# ヒルデブラントの歌
『ヒルデブラントの歌』（独: Das Hildebrandslied）は、ドイツに伝わる唯一の頭韻英雄詩である。
もとはフルダ修道院にあったが、現在はドイツのカッセル大学図書館に保存されている。北イタリアで成立したと考えられ、年代は5世紀末から6世紀初めの東ゴート人とする説と、6世紀から8世紀の間のランゴバルト人を起源とする説がある。フルダ修道院で東フランク語に翻訳され、830年から840年にかけて書きとめられたとされる。これはゲルマン語を話す部族の口承文学で重要であったに違いない分野で、現存する唯一のドイツ語による例である。

## 概略
帰郷の途にある老いた武将ヒルデブラントは若き武将ハドゥブラントと出会い、彼に名乗りを求めた。ハドゥブラントは、父は妻と幼き私とを棄て、東のテオドリック王のもとに落ちのびて死んだと答えると、ヒルデブラントは自分こそ彼の父であると言う。ハドゥブラントは敵を欺く策略としてあざ笑う。ついに戦いが始まり、二人は槍を交える。

## 文章
全68行で構成されるが、結末を記した部分が残っていない。以下は冒頭である。
| Ik gihorta ðat seggen ðat sih urhettun ænon muotin Hiltibrant enti Haðubrant untar heriun tuem sunufatarungo iro saro rihtun garutun se iro guðhamun gurtun sih iro suert ana helidos ubar hringa do sie to dero hiltiu ritun | 我かく言えるを聞けり。 武者の 単騎もて見会えりと。 ヒルデブラントとハドゥブラントとぞ 二軍をへだてる。 父と子の 相鎧えり。 鎧ぞ着、 剣ぞ佩ける。 そは武者の 戦う時なり。 |

## 写本
1715年ごろ、ヨハン・ゲオルク・フォン・エッケルト（Johan Georg von Eckert）に発見された。9世紀の羊皮紙の写本の2ページ渡って記されており、830年代に写本の余白に書きこんだものであるとされる。書き込んだ人は二人おり、二人目が書いたのは二枚目の初頭の11行のみである。文字は主にカロリング小文字体（Carolingian minuscule）で、文中の「w」のほとんどがアングロ・サクソン・ルーンを起源とするǷ ƿ（ウィン）で書かれている。第二次世界大戦時、カッセルの図書館から疎開させられたものの、米兵に略奪されて稀覯書（きこうしょ）として売られた。後に2ページ目がカリフォルニア州で見つかり、1955年にドイツに返還された。切り取られた1ページ目は1972年にフィラデルフィアで発見され、こちらも返却された。

## 方言
『ヒルデブラントの歌』における最も奇妙な点は、東フランク語と古サクソン語の混在（例えば、一人称主格代名詞は古高地ドイツ語「ik」と、古低ドイツ語「ih」の両方が見られる）である。混在の理由は分かっていないが、現存する写本の筆者の手によるものではなく、彼らが書き写した原本で既に存在していたらしい。
詩の始まりの部分にひときわ目立つ古サクソン語には誤記が散見されるため、原本が古サクソン語であったことは否定されている。48行目で頭韻する「riche」と「reccheo」はサクソン方言では「rīke」と「wrekkio」になり押韻せず不完全な形となることが決定的な根拠とされている。古い時代には研究者たちは原本が古サクソン語であると考えていたが、現在では元は古高地ドイツ語であったとするのが一般的である。
古サクソン語の機能的な誤りが、筆記者は方言を完全には理解していなかったことを示唆している。現在のドイツ語の「heißen」と「weiß」に当たる「heittu」（l.17） と「huitte」 （l.66）は、古サクソン語では「t」一文字になるところを誤って綴っているが、これらの誤りにより、筆記者が古高ドイツ語の「zz」が子音推移すると古サクソン語の「tt」ではなく「t」と一致することを知らなかったことを暗示されている。また、ディートリッヒ伝説（de）の発祥の地が北イタリアであることも、『ヒルデブラントの歌』の起源が南にあることをより強く示している。
フルダで話された東フランク語は古高ドイツ語に属するが、修道院は北ドイツへのキリスト教伝道の中心地でもあった。そのため修道院に古サクソン語の知識を有する者がおり、おそらく話者もいたとする仮定は不合理ではない。しかし、古サクソン語への翻訳を試みた理由は不可解であり、それをフルダ修道院の伝道活動を結びつけて考えるのは推測の域を出ない。
方言以外の解釈は一様に、この作品が古い詩の慣用語法によって書かれた典型的作品であるとしている。

## 類作
後代の類似した内容の作品からヒルデブラントがハドゥブラントを殺したという結末が推測される。
- 13世紀のノルウェーの『シズレクのサガ』（Thiðrekssaga）では父ヒルディブランド（Hildibrand）が子アリブランド （Alibrand）を破っている。アリブランドは剣を差し出すふりをして不意打ちをかけるが失敗し、和睦にいたる。
- 13世紀に中高ドイツ語で書かれた『新ヒルデブランドの歌』（Jüngeres Hildebrandslied）ではヒルデブラントがハドゥブラントを破ったが殺さずに終わる。
- 14世紀の北欧の『勇士殺しのアースムンドのサガ』ではヒルディブランドは味方の勇士たちをアースムンドに殺された為に狂気に駆られ、居合わせた息子を殺したのち決闘に赴いてアースムンドに殺される[2]。
- フェーロー諸島に伝わるバラッド Snjólvskvæði ではヒルデブラントがだまされて息子を殺すことになっている。
- 13世紀初期の『デンマーク人の事績』（Gesta Danorum）第7の書でヒルディゲルが異父兄弟ハルダンと戦うことを逡巡しつつも最後には剣を交え、瀕死のハルダンに二人が兄弟であることを明かす[3]。

またペルシアの『シャーナーメ』に英傑のロスタムが敵兵に深手を負わせるがそれは昔産まれたときに与えた腕輪をしている実の子であったという話がある。

## 歴史的背景
ヒルデブラント自身が歴史的人物であったという証拠は無いが、『ヒルデブラントの歌』は5世紀終わり頃の歴史的なできごと、すなわち東ゴート王国の王テオドリックと、最後の西ローマ帝国皇帝ロムルス・アウグストゥルスを追放し、476年から493年にかけてイタリアの王として君臨したゲルマン人の将軍オドアケルの戦いを背景としている。またテオドリックはディートリッヒ・フォン・ベルンとしてゲルマン人の伝説に広く登場する。
テオドリックの東ゴート王国は、南ドイツのバイエルン族と近い関係にあり、いずれも上部ドイツ語を話す点で関連のあるランゴバルド人に後を襲われることになる。これが北方にテオドリックに関する伝説の素材が伝達した原因である。たとえスカンディナヴィアの類似した伝説が、より広範囲に流布しなかったことが示唆されても、バイエルンと、初代の修道院長シュトゥルムがバイエルン貴族の出身であるフルダ修道院の密接なつながりは、「ヒルデブラントの歌」の素材に関する同修道院の知識を説明するに足るだろう。
『ヒルデブラントの歌』はテオドリックとアッティラの（歴史的には間違った）伝説的な関係を暗示しているが、それは『ニーベルンゲンの歌』にも見ることが出来る。

## 参考書籍
- Althochdeutches Lesebuch, ed. W.Braune, K.Helm, E.A.Ebbinghaus, 17th edn, Tübingen 1994. ISBN 3-484-10707-3. Provides an edited text of the poem which is widely used and quoted.
- J. Knight Bostock, A Handbook on Old High German Literature, 2nd edn, revised by K.C.King and D.R.McLintock, (Oxford 1976)  ISBN 0-19-815392-9. Includes a translation of the Hildebrandslied into English.
- K. Düwel,  "Hildebrandslied" in Die deutsche Literatur des Mittelalters. Verfasserlexikon (de Gruyter, 1981), Vol 3. ISBN 3-11-008778-2. With bibliography.
- Cyril Edwards, "Unucky Zeal: The Hildebrandslied and the Muspilli under the Acid" in The Beginnings of German Literature (Camden House, 2002) ISBN 1-57113-235-X
- Opritsa D. Popa: Bibliophiles and bibliothieves : the search for the Hildebrandslied and the Willehalm Codex. Berlin 2003. ISBN 3-11-017730-7
- 『サガ選集』日本アイスランド学会編訳、東海大学出版会、1991年。
- サクソ・グラマティクス『デンマーク人の事績』谷口幸男訳、東海大学出版会、1993年。
- F.マルティーニ 著『ドイツ文学史』高木実、尾崎盛景、棗田光幸、山田広明 共訳、三修社、1979年。

## 日本語訳
- 高橋輝和 編訳『古期ドイツ語作品集成』渓水社、2003年。ISBN 978-4874407318。

『ヒルデブランドの挽歌』（『エッダ』谷口幸男訳、新潮社、1974。）を元に復元した結末を含む原文と日本語訳を収録。
- 吉島茂・井上修一・鈴木敏夫・新井皓士・西山力也 編訳『ドイツ文学　歴史と鑑賞』朝日出版社　1973、2-3頁。